# معركة مستنقع إدجكوت
معركة مستنقع إدجكوت (بالإنجليزية: Battle of Edgecote Moor)‏ هي معركة من سلسلة معارك حرب الوردتين، حدثت في 26 يوليو من عام 1469م وانتهت بفوز اللانكاسترين . فيها واجه ريتشارد نيفيل، إيرل وارويك السادس عشر قوات إدوارد الرابع وتعتبر هذه المعركة هي نقطة تحول هامة في مسار حرب الوردتين.